# Pour l'amour de Dieu
Pour plus de détails, voir Fiche technique et Distribution.
Pour l'amour de Dieu est un film québécois de Micheline Lanctôt, sorti en 2011 et mettant en vedette Ariane Legault, Madeleine Péloquin et Victor Andrés Trelles Turgeon (en).

## Synopsis
À Montréal, en 1959, dans la classe de sœur Cécile, Leonie, 11 ans, fait la rencontre du père Malachy, un jeune père dominicain venu en visite à son école. Cette enfant rêveuse et solitaire s’est réfugiée dans la piété pour échapper à une mère anticléricale, émotive et trop inquiète. Elle a un coup de foudre absolu pour le père Malachy. Mais il y a aussi coup de foudre entre sœur Cécile et le père Malachy, qui se sont plu dès le premier regard.

## Fiche technique
Source : IMDb et Films du Québec
- Titre original : Pour l'amour de Dieu
- Réalisation : Micheline Lanctôt
- Scénario : Micheline Lanctôt
- Musique : Catherine Major
- Direction artistique : Normand Sarrazin
- Costumes : François Barbeau
- Maquillage : Odile Ferlatte
- Coiffure : Serge Morache
- Photographie : Michel La Veaux
- Son : Dimitri Médard, Raymond Vermette, Stéphane Bergeron
- Montage : Aube Foglia
- Production : André Gagnon et Monique Huberdeau
- Sociétés de production : Lycaon Picture
Sherpa Film
- Sociétés de distribution : Métropole Films (Canada), Filmoption International (international)
- Pays de production :  Canada
- Langue originale : français
- Format : couleur (Technicolor) — 35 mm — format d'image — son Dolby numérique
- Genre : drame
- Durée : 92 minutes
- Dates de sortie :
  - Canada : 24 août 2011 (première dans une église du quartier Côte-des-Neiges de Montréal)[2]
  - Canada : 2 septembre 2011 (sortie en salle au Québec)
  - France : 16 novembre 2011 (Semaine du cinéma du Québec à Paris)
  - Canada : 3 janvier 2012 (DVD)

## Distribution
- Ariane Legault : Léonie 11 ans
- Madeleine Péloquin : sœur Cécile Eugénie
- Victor Andrés Trelles Turgeon (en) : père Malachy
- Geneviève Bujold : sœur Cécile à 72 ans
- Micheline Lanctôt : Léonie à 62 ans
- Rossif Racette Sutherland : Jésus
- Nelson Villagra (es) : père Malachy à 76 ans
- Lynda Johnson : Pauline, mère de Léonie
- Lawrence Arcouette : Jacques, frère de Pauline
- Jean Pierre Lefebvre : l'évêque
- Marc Paquet : Gérard, père de Léonie
- Suzanne Garceau : mère supérieure
- Émile Proulx-Cloutier : jeune vicaire
- Fabien Dupuis : lecteur dominicain
- Jean Marc Dalpé : homme dans l'autobus (diable)
- Jean-Moïse Martin : policier

## Récompenses
- Festival du film francophone d'Angoulême 2011[3] :
  - Valois Magelis du meilleur film
  - Valois de la meilleure actrice : Madeleine Péloquin
- 15e Festival international du film de Shanghai (2012) : Prix du jury[4]